# Miss Match
Miss Match is een Amerikaanse televisieserie uit 2003, met in de hoofdrollen Alicia Silverstone, Ryan O'Neal en James Roday. De serie is bedacht door Jeff Rake en Darren Star en geproduceerd door 20th Century Fox, Darren Star Productions en Imagine Entertainment. De serie telt 1 seizoen van 18 afleveringen.
Het verhaal van de serie is gebaseerd op de biografie van Samantha Daniels. De serie stond in het uitzendschema op vrijdagen om 20.00 uur (alias het friday night death slot), maar trok in de Verenigde Staten te weinig kijkers.

## Verhaal
De serie draait om Kate Fox, een huwelijks-/scheidingsadvocate (Alicia Silverstone) die een dubbele baan heeft als koppelaarster, ondanks dat haar eigen liefdesleven verre van perfect is. Ze werkt bij het advocatenkantoor van haar vader, Jerry Fox.

## Uitzendingen
Miss Match werd in Nederland uitgezonden door Veronica, in de Verenigde Staten door NBC, in Australië door Network Seven, Arena en FOX8 en in het Verenigd Koninkrijk door Living, Channel 4. Er werden achttien afleveringen van de serie opgenomen, maar in de Verenigde Staten werd de reeks na elf afleveringen van het scherm gehaald.

## Internationale uitzendingen
- Australië – Network Seven, FOX8, Arena
- België – VTM, Kanaal 2
- Brazilië – FOX
- Brunei – Star World
- Duitsland – Super RTL
- Estland – TV3
- Filipijnen – Studio 23
- Finland – MTV3
- Griekenland – ANT1
- Hongkong – Star World, TVB Pearl
- India – Star World
- Italië – Canale 5
- Kroatië – HRT
- Maleisië – Star World
- Nederland – Veronica
- Nieuw-Zeeland – TV2
- Noorwegen – ZTV, TV3
- Oostenrijk – ORF1
- Pakistan – Star World
- Portugal – Fox Life
- Roemenië – B1 TV
- Slovenië – Kanal A
- Spanje – Antena neox
- Thailand – United Broadcasting Corporation
- Turkije – CNBC-e
- Verenigd Koninkrijk – Living, E4
- Zweden – TV4
- Zwitserland – TSR 1, TSI 1